# Michael Malone
Pour les articles homonymes, voir Malone et Michael Malone (basket-ball).
Michael Malone, né le 22 novembre 1942 à Durham en Caroline du Nord et mort le 19 août 2022 à Clinton (Connecticut), est un écrivain américain, principalement de romans policiers.

## Biographie
Michael Malone est professeur de littérature anglaise et américaine à l'université de Pennsylvanie, il est également critique littéraire au New York Times. Il a été scénariste sur la série télé On ne vit qu'une fois. Son premier roman, Enquête sous la neige obtint l'Edgar du premier roman. 
Son roman, Le Parcours du Combattant, se distingue de ses précédents ouvrages puisqu'il s'agit d'un roman road-trip drôle et sensible.

## Ouvrages

### En français
- Enquête sous la neige, 1991, Seuil policiers
- Juges et assassins, 1992, Seuil policiers
- First Lady, 2001, Seuil policiers
- Le Parcours du combattant, 2015, Sonatine Éditions